# Beckhoff Automation
Beckhoff Automation (Automação Beckhoff) é uma empresa globalmente ativa com sede em Verl, Alemanha. Ela é especializada no desenvolvimento e produção de tecnologia de automação. A Beckhoff Automation é uma das líderes de mercado neste segmento. A empresa existe desde os anos 80 e ainda é administrada pela família proprietária.

## História
A Beckhoff Automation foi fundada em 1980 por Hans Beckhoff. A empresa começou com o desenvolvimento da tecnologia de controle para automação de máquinas e instalações e desde então se tornou um fornecedor líder neste campo. Ao longo dos anos, a Beckhoff Automation adquiriu várias patentes e fundou numerosas subsidiárias em todo o mundo.
Nos anos 90, a empresa introduziu a tecnologia de controle baseada em PC, o que simplificou muito a automação de máquinas e instalações. Esta tecnologia rapidamente ganhou popularidade e Beckhoff se estabeleceu como um pioneiro inovador neste campo. 
Desde então, a Beckhoff Automation expandiu continuamente seu portfólio de produtos e entrou em inúmeras novas indústrias, como a automação predial e a indústria de processos. A empresa também expandiu sua presença global, particularmente no mercado asiático, e abriu filiais e escritórios de representação, por exemplo, na China, Japão, Índia e Indonésia.
Nos últimos anos, a Beckhoff Automation também intensificou seus desenvolvimentos no campo da robótica. Além disso, o compromisso com a sustentabilidade foi significativamente aumentado, o que também se reflete no próprio portfólio de produtos da empresa, por exemplo, em soluções para o gerenciamento de energia.

## Estrutura
A Beckhoff Automation é uma empresa familiar gerenciada pelo proprietário e liderada por Hans Beckhoff. A sede da empresa na Alemanha é a localização dos departamentos centrais da empresa, tais como desenvolvimento, produção, administração, vendas, marketing, suporte e serviço.
A Beckhoff Automation emprega mais de 5.000 pessoas no mundo inteiro, que geram mais de 1,1 bilhões de euros. A empresa mantém 40 filiais ou escritórios de representação em todo o mundo. Estas unidades trabalham em estreita colaboração com a matriz e apóiam a comercialização e distribuição global dos produtos. No total, a empresa está representada em mais de 75 países em todo o mundo.
A Beckhoff Automation é membro de várias associações industriais e estabeleceu parcerias com outras empresas e instituições do setor de automação. A empresa segue processos sustentáveis e está comprometida em minimizar seu impacto ambiental e consumo de recursos e em promover uma produção mais verde.

## Produtos
A Beckhoff Automation oferece uma ampla gama de produtos e soluções para a tecnologia de automação. Estes incluem PCs industriais, componentes de E/S, tecnologia de acionamento, software de automação, automação sem armários de controle e Machine Vision. A empresa é especializada no desenvolvimento e aplicação de tecnologia de controle aberto que permite aos clientes controlar suas plantas e máquinas de forma flexível e eficiente.
A Beckhoff Automation também oferece serviços complementares como treinamento, suporte técnico e consultoria de desenvolvimento para ajudar os clientes a implementar e operar suas soluções de automação.